# Astracantha karakalensis
Astracantha karakalensis là một loài thực vật có hoa trong họ Đậu. Loài này được (Freyn & Sint.) Podlech miêu tả khoa học đầu tiên.